# 복완
복완(伏完, ? ~ 209년)은 후한 말기의 관료로, 서주 낭야국 동무현(東武縣) 사람이다. 대사농 복질(伏質)의 아들이며, 헌제의 황후 복황후의 아버지이다.

## 사적
전한 초기의 학자 복승의 후손이다. 복씨는 대대로 고관을 지낸 명문가로, 7세조 복담은 광무제 때 대사도를 지냈고, 증조부 복신(伏晨)은 황실의 여식과 혼인하였다. 복완 자신은 황제의 장인으로서 명성이 드높았으며, 순욱과 친교를 맺었다.
건안 원년(196년), 보국장군(輔國將軍)·의동삼사(儀同三司)에 임명되었다. 그러나 복완은 자신이 외척임을 조조가 꺼리는 것을 알고 인수를 반납하였다. 이후 중산대부(中散大夫)에 임명되었고, 둔기교위(屯騎校尉)를 역임하였다.
건안 5년(200년), 동승 등이 조조를 암살하려 하다가 실패하였다. 조조는 보복으로 주모자 동승 등은 물론 동승의 딸이자 헌제의 아이를 임신한 동귀인(董貴人)마저 죽였는데, 복황후는 이에 몹시 놀라 복완에게 조조를 멀리하라는 편지를 썼다.
건안 14년(209년)에 죽었다.

## 가계
복완은 슬하에 5남 1녀를 두었는데, 순서는 장남 복덕(伏德) · 차남 복아(伏雅) · 딸 복수(伏壽) · 삼남 복균(伏均) · 사남 복존(伏尊) · 오남 복랑(伏朗)이다.
복완이 죽은 후 아들 복흥(伏興)이 뒤를 이었는데, 이는 복완에게 다른 아들이 있었거나 장남 복덕 등을 잘못 기록한 것일 수 있다.

### 관련 인물
| - 복담 - 복수 - 복승 |